# Martin Weisz
Ne doit pas être confondu avec Martin Weiss.
Martin Weisz est un réalisateur allemand né le 27 mars 1966 à Berlin.

## Filmographie
- 2006 : Confession d'un cannibale
- 2007 : La Colline a des yeux 2
- 2014 : Squatters